# Night Shift (Computerspiel)
Night Shift ist ein Computerspiel des Unternehmens Lucasfilm Games aus dem Jahr 1990. Der Spieler kontrolliert eine Spielfigur (Fred bzw. Fiona FixIt) mit der Tastatur, deren Aufgabe es ist, als Arbeiter der Nachtschicht einer Spielwarenfabrik einer fiktiven Firma IML (in Anlehnung an Industrial Light & Magic, einer realen Firma des Lucasfilms-Imperiums) die Produktion von Puppen aufrechtzuerhalten.

## Spielprinzip
Die Spielfigur hüpft dabei auf Plattformen und Förderbänder der Produktionsanlage (im Spiel BEAST genannt) entlang und muss Schalter, Knöpfe und Hebel betätigen, um die Produktion einer pro Level (im Spiel Schicht genannt) vorgegebenen Menge an bestimmten Figuren mit wechselnden Farben innerhalb eines Zeitlimits zu erreichen. Mit steigendem Level werden weitere Teile der Maschine freigeschaltet und müssen vom Spieler manuell bedient werden. Vor ihrer Freischaltung sind diese Maschinenteile hinter roten Flächen schemenhaft angedeutet und produzieren automatisch die entsprechenden Teile.
Die Aufträge werden in jeder Stufe von einem Vorarbeiter vergeben. Nach mehreren erfolgreich absolvierten Levels belohnt einen das Spiel mit einer Animation, in der die Spielfigur auf dem Weg nach Hause gezeigt wird. Das Haus wird mit steigendem Erfolg verbessert, was den fortschreitenden Erfolg des Spielers visualisiert. Der Erfolg wird außerdem im verdienten Gehalt der Spielfigur gemessen, welches in eine Highscore-Liste eingetragen und gespeichert wird.
Das Spiel besitzt 30 Level, wobei kein Speichern möglich ist, sondern die Level über Codes (bestehend aus mehreren Früchten) angewählt werden müssen.
In höheren Leveln wird das Spiel durch andere Akteure erschwert, die versuchen, den Spieler in seiner Arbeit zu behindern:
- Ein Anwalt versucht die Firma zu schließen und zu sabotieren, indem er die Spielfigur mit einem Vertrag niederschlägt und diese kurzzeitig betäubt.
- Zwei Lemminge haben sich auf das Gelände geschlichen und versuchen den Spieler entweder durch massive Zuneigungsbekundungen zu verlangsamen oder verstellen Regler und Knöpfe der Anlage, was zu einer Fehlproduktion führt.

Im Hot-Seat-Modus für zwei Spieler mussten die Spieler hintereinander denselben Level absolvieren, der genauso wie im Einzelspielermodus ablief.

## Das BEAST
Die originelle und zugleich skurrile Produktionsanlage BEAST („Bingham’s Environmentally Active Solution for Toys“) besteht zum großen Teil aus Teilen vom Schrottplatz und Haushaltsgegenständen. So wurde die zentrale Komponente zum Mischen der Rohstoffe aus einer ausrangierten Waschmaschine, die Qualitätskontrolle aus einem Boxhandschuh gefertigt.
Die Spielwelt erstreckt sich vertikal über mehrere Bildschirme; ein Scrollen in der Horizontalen findet nicht statt.
Die Teile der Maschine sind sehr bunt und fantasievoll gestaltet, die Spielwelt unterteilt sich in mehrere Abschnitte:
- Materialerstellung
- Pressen des Kunststoffes in Formen
- Lackieren des Körpers und des Rumpfes
- Zusammensetzen der Teile und Qualitätskontrolle
- Lagerhaltung

## Kopierschutz und Ausstattung
Das Spiel besitzt eine zur damaligen Zeit übliche Codescheibe, die dazu benutzt wird, eine Abfrage beim Programmstart zu überwinden. Das Programm selbst besitzt keine weiteren technischen Schutzmaßnahmen, das Handbuch fordert sogar ausdrücklich dazu auf, eine Sicherungskopie herzustellen. Findige Bastler demontierten aber die Scheibe einfach und kopierten die Teile auf einem Fotokopierer.
In der Packung befindet sich auch das „IML Mitarbeiter Handbuch“, welches Teile des BEAST beschreibt. Einige Seiten sind allerdings (absichtlich) verschmiert oder fehlend, sodass der Spieler diese Elemente selbst erforschen muss. Weiter liegen noch eine Schnellstartanleitung und einige Tipps für die ersten Schichten bei. Die Packung enthält außerdem einen Artikel des fiktiven „Toy-Executive“-Magazins über IML und das BEAST.